# Confederation College
Confederation College of Applied Arts and Technology, ou plus généralement appelé Confederation College, est un établissement d’enseignement supérieur créé en 1967 et sis à Thunder Bay au Canada.

## Situation
Confederation college est situé à Thunder Bay, en Ontario, au Canada,.